# Luceram
Luceram (en francès Lucéram) és un municipi francès situat al departament dels Alps Marítims i a la regió de Provença – Alps – Costa Blava.

## Demografia
| 1962                                       | 1968 | 1975 | 1982 | 1990  | 1999  | 2006  |
| ------------------------------------------ | ---- | ---- | ---- | ----- | ----- | ----- |
| 628                                        | 630  | 694  | 889  | 1.026 | 1.035 | 1.228 |
| Des de 1962: població sense dobles comptes |      |      |      |       |       |       |

## Administració
| Període   | Identitat    | Partit |
| --------- | ------------ | ------ |
| 1989-2001 | Françis Noat | PCF    |
| 2001-     | André Gal    |        |